# Groene brilvogel
De groene brilvogel (Zosterops stuhlmanni) is een zangvogel uit de familie Zosteropidae (brilvogels). De vogel komt voor in het oosten van Afrika. De vogel werd in 1892 door Anton Reichenow als aparte soort beschreven, maar later vaak als ondersoort beschouwd van de Afrikaanse brilvogel (Z. senegalensis). Op grond van na 2009 verricht onderzoek kan dit taxon weer behandeld worden als aparte soort.

## Verspreiding en leefgebied
De vogel komt voor in zowel savannegebied als open plekken en randen van bos, maar ook parken en tuinen. Er zijn vier ondersoorten:
- Z. s. stuhlmanni: noordwestelijk Tanzania, zuidelijk en centraal Oeganda.
- Z. s. reichenowi: oostelijk Congo-Kinshasa.
- Z. s. toroensis: noordoostelijk Congo-Kinshasa en westelijk Oeganda.
- Z. s. scotti:de nationaal parken Bwindi Impenetrable Forest en boven de 3000 meter in Virunga.

## Status
De groene brilvogel komt niet als aparte soort voor op de lijst van het IUCN, maar is daar (nog) een ondersoort van de noordelijke Afrikaanse brilvogel (Zosterops senegalensis).